# Ernest Joschke
Ernest Joschke (ur. 4 marca 1907 w Katowicach, zm. 31 maja 1976 w Rostrevor) – polski piłkarz występujący na pozycji napastnika i pomocnika, trener.
Joschke był wychowankiem 1. FC Katowice, do którego trafił w 1922 roku. W najwyższej klasie rozgrywkowej w Polsce zadebiutował 3 kwietnia 1917 roku w wygranym 0:7 meczu z Ruchem Chorzów, zaś pierwsza bramkę strzelił w tymże spotkaniu. 1. FC Katowice wywalczyło w sezonie 1927 wicemistrzostwo kraju, natomiast Joschke był jedynym zawodnikiem w drużynie, który wystąpił we wszystkich kolejkach ligowym w pełnym wymiarze czasowym. W 1930 roku Joschke został piłkarzem Legii Warszawa. W nowym zespole zadebiutował 14 kwietnia w zremisowanym 1:1 meczu z Ruchem Chorzów. Legia zajęła na zakończenie rozgrywek w sezonie 1928 trzecie miejsce w tabeli, po czym Joschke wrócił do macierzystego klubu i reprezentował go do 1938 roku. W czasie II wojny światowej dorywczo prowadził treningi w 1. FC Katowice. Po zakończeniu działań wojennych wyemigrował do Niemiec, zaś w latach 50. wyjechał do Australii. W Melbourne prowadził miejscowy klub Polonia, z którym dwukrotnie zdobył mistrzostwo kraju (1957 i 1958). Zmarł na zawał serca podczas meczu piłkarskiego w Rostrevor.

## Statystyki klubowe
| Sezon | Klub           | Liga   | Liga krajowa | Liga krajowa |
| ----- | -------------- | ------ | ------------ | ------------ |
| Sezon | Klub           | Liga   | Mecze        | Bramki       |
| 1927  | 1. FC Katowice | I Liga | 25           | 3            |
| 1928  | 1. FC Katowice | I Liga | 26           | 6            |
| 1929  | 1. FC Katowice | I Liga | 10           | 5            |
| 1930  | Legia Warszawa | I Liga | 4            | 0            |
| Razem | Razem          | Razem  | 65           | 14           |

## Sukcesy

### Piłkarskie
- Wicemistrzostwo Polski w  sezonie 1927 z 1. FC Katowice
- 3. miejsce w Mistrzostwach Polski w  sezonie 1930 z Legią Warszawa

### Trenerskie
- Wicemistrzostwo Australii w sezonach 1957 i 1958 z Polonią Melbourne